# Agustín Pinheiro
Agustín Pinheiro Goggia (Montevideo, 15 marzo 2002) è un calciatore uruguaiano, centrocampista del Progreso.

## Carriera
Ha iniziato a giocare a calcio nel Bella Vista per poi passare al Cerrito nel 2022. Ha debuttato in prima squadra, militante nella seconda divisione uruguaiana, il 4 marzo 2023 nell'incontro di Segunda División perso 3-0 contro la Juventud. Con i gialloverdi si è affermato rapidamente come giocatore chiave del centrocampo, disputando 63 partite nell'arco di due stagioni.
Il 2025 è stato acquistato a titolo definitivo dal Progreso, club con cui ha esordito nella prima divisione uruguaiana.

## Statistiche

### Presenze e reti nei club
Statistiche aggiornate al 15 marzo 2025.
| Stagione        | Squadra         | Campionato      | Campionato | Campionato | Coppe nazionali | Coppe nazionali | Coppe nazionali | Coppe continentali | Coppe continentali | Coppe continentali | Altre coppe | Altre coppe | Altre coppe | Totale | Totale | Totale |
| Stagione        | Squadra         | Comp            | Pres       | Reti       | Comp            | Pres            | Reti            | Comp               | Pres               | Reti               | Comp        | Pres        | Reti        | Pres   | Reti   |        |
| --------------- | --------------- | --------------- | ---------- | ---------- | --------------- | --------------- | --------------- | ------------------ | ------------------ | ------------------ | ----------- | ----------- | ----------- | ------ | ------ | ------ |
| 2023            | Cerrito         | SD              | 29         | 0          | CU              | 1               | 0               | -                  | -                  | -                  | -           | -           | -           | 30     | 0      |        |
| 2024            | Cerrito         | SD              | 33         | 0          | CU              | 0               | 0               | -                  | -                  | -                  | -           | -           | -           | 33     | 0      |        |
| Totale Cerrito  | Totale Cerrito  | Totale Cerrito  | 62         | 0          |                 | 1               | 0               |                    | -                  | -                  |             | -           | -           | 63     | 0      |        |
| 2025            | Progreso        | PD              | 5          | 0          | CU              | 0               | 0               | -                  | -                  | -                  | -           | -           | -           | 5      | 0      |        |
| Totale carriera | Totale carriera | Totale carriera | 67         | 0          |                 | 1               | 0               |                    | -                  | -                  |             | -           | -           | 68     | 0      |        |